# ياي آر كونغ فو
ياي آر كونغ فو (بالإنجليزية: Yie Ar Kung-Fu)‏ ، هي لعبة إلكترونية من إنتاج شركة كونامي عام 1985م، وهي الجزء الأول من سلسلة لعبة ياي آر كونغ فو، وتبدأ اللعبة حول شخص يمارس هواية الفنون القتالية الصينية لمواجهة أربع من المنافسين .

## المصدر
1. ↑  Yie Ar Kung-Fu arcade video game by Konami Industry Co., Ltd. (1985) نسخة محفوظة 21 يوليو 2016 على موقع واي باك مشين.

## وصلات خارجية
- ياي آر كونغ فو على موقع IMDb (الإنجليزية)
- ياي آر كونغ فو على موقع الموسوعة البريطانية (الإنجليزية)

- ياي آر كونغ فو guide في موقع ستراتيجي ويكي
- ياي آر كونغ فو على موبي غيمز
- Yie Ar Kung Fu 2 على موبي غيمز
- ياي آر كونغ فو في موقع World of Spectrum
- Article of Yie Ar Kung-Fu series  at Hardcore Gaming 101